# Kate French (pentathlon moderne)
Kate French, née le 2 novembre 1991 à Meopham dans le Kent, est une pentathlonienne britannique.

## Palmarès
| Discipline/Année                         | 2012 | 2013 | 2014 | 2015 | 2016 | 2017 |
| ---------------------------------------- | ---- | ---- | ---- | ---- | ---- | ---- |
| Jeux olympiques Individuel               | -    | -    | -    | -    | 6e   | -    |
| Championnats du monde seniors Individuel | -    | -    | -    | -    | -    | -    |
| Championnats du monde seniors Équipe     | -    | 1re  | 2e   | -    | -    | -    |
| Championnats du monde seniors Relais     | 3e   | -    | -    | -    | -    | -    |
| Coupe du monde seniors Individuel        | -    | -    | -    | -    | -    | -    |
| Championnats d'Europe seniors Individuel | -    | -    | -    | -    | -    | -    |
| Championnats d'Europe seniors Équipe     | -    | 1re  | -    | 1re  | 2e   | -    |
| Championnats d'Europe seniors Relais     | -    | 1re  | -    | -    | -    | -    |

Ce palmarès n'est pas complet